# Ескикьой (вилает Одрин)
Вижте пояснителната страница за други значения на Ескикьой.
Ескикьой (на турски: Eskiköy) е село в Източна Тракия, Турция, Вилает Одрин. Околия Узункьопрю.

## География
Селото се намира на 7 км северно от Узункьопрю.

## История
В XIX век Ескикьой е гръцко село в Узункьоприйска кааза в Одринския вилает на Османската империя. Според „Етнография на вилаетите Адрианопол, Монастир и Салоника“, издадена в Константинопол в 1878 година и отразяваща статистиката на населението от 1873 година, Ески кьой (Eski keui) има 70 домакинства и 313 жители гърци.
Според статистиката на професор Любомир Милетич в 1913 година в Ескикьой живеят 60 гръцки семейства.